# Halenia bifida
Halenia bifida är en gentianaväxtart som beskrevs av Henry Hurd Rusby och Allen. Halenia bifida ingår i släktet Halenia och familjen gentianaväxter. Inga underarter finns listade i Catalogue of Life.